# Grand Prix-wegrace van Venezuela 1978
De Grand Prix-wegrace van Venezuela 1978 was eerste race van wereldkampioenschap wegrace in het seizoen 1978. De race werd verreden op 19 maart 1978 op het Autódromo Internacional de San Carlos bij San Carlos. 

## Algemeen
Venezuela bleef zich uit de markt prijzen door de vreselijk lage onkostenvergoeding voor de coureurs. De kosten voor een Europese coureur werden geraamd op 4.000 dollar, maar het startgeld voor de echte toprijders bedroeg slechts 1.000 dollar. Alleen aan in- en uitvoerrechten voor de motorfietsen moest al 800 gulden worden afgerekend. De meeste privérijders zouden door naar Venezuela te gaan een groot deel van hun jaarbudget verspelen. Yamaha-importeur Venemotos beloofde alle douaneformaliteiten voor de coureurs te regelen, maar toen die in Caracas landden bleek hier niets van terecht te zijn gekomen en moesten ze alsnog in de buidel tasten. Het duurde drie dagen tot de machines door de douane waren. Ondanks de temperaturen van 50 tot 55 °C ontbraken douches in het rennerskwartier en de toiletten waren erg smerig. Vanwege de mysterieuze "verdwijningen" van motorfietsen namen de coureurs die de keuze hadden ook niet hun beste machines mee. Toni Mang raakte zijn fabrieks-Kawasaki KR 250 inderdaad in Venezuela kwijt. Toen Takazumi Katayama na de races met organisator Teodardo Estrada sprak over de tekortkomingen in het rennerskwartier kreeg hij als antwoord dat hij de volgende keer maar niet meer moest komen als het hem niet beviel. In dat rennerskwartier was geen gesloten sleutelruimte, zodat alle motoronderdelen meteen onder het stof zaten en er waren ook niet voldoende toegangskaarten voor de teams, maar wel voor bezoekers die zelfs met bussen het rennerskwartier in werden gereden. Vic Soussan werd na het raceweekend uit het vliegtuig gehaald omdat hij een korte broek droeg. Zijn bagage vloog naar Europa, maar Vic werd in de gevangenis gezet.

## 500cc
In de hitte van Venezuela begon Barry Sheene (Suzuki) erg rustig, wetende dat hij zijn conditie nog hard nodig zou hebben. Dat bleek ook wel: Nadat de snelle starters Kenny Roberts (Yamaha, motor liep op drie cilinders) en Johnny Cecotto (Yamaha, voorband werd te zacht) waren uitgevallen moest Pat Hennen (Suzuki) hem eigenlijk door uitputting laten gaan. Takazumi Katayama lag toen nog aan de leiding, maar hij viel. Steve Baker (Suzuki) werd tweede en Steve Parrish (Suzuki) werd derde.

### 500cc uitslag
| Pos                   | Coureur           | Merk   | Ronden | Tijd       | Grid | Punten |
| --------------------- | ----------------- | ------ | ------ | ---------- | ---- | ------ |
| 1                     | Barry Sheene      | Suzuki | 30     | 48:21.3    | 3    | 15     |
| 2                     | Pat Hennen        | Suzuki | 30     | + 21.7     | 4    | 12     |
| 3                     | Steve Baker       | Suzuki | 30     | + 57.3     | 5    | 10     |
| 4                     | Steve Parrish     | Suzuki | 29     | + 1 ronde  | 8    | 8      |
| 5                     | Roberto Pietri    | Yamaha | 28     | + 2 ronden | 10   | 6      |
| 6                     | Gerhard Vogt      | Yamaha | 27     | + 3 ronden | 11   | 5      |
| 7                     | Leandro Becheroni | Suzuki | 24     | + 6 ronden | 9    | 4      |
|                       | Johnny Cecotto    | Yamaha |        |            | 1    |        |
|                       | Kenny Roberts     | Yamaha |        |            | 2    |        |
|                       | Takazumi Katayama | Yamaha |        |            | 6    |        |
|                       | Virginio Ferrari  | Suzuki |        |            | 7    |        |
| 11 starters in totaal |                   |        |        |            |      |        |

## 350cc
In de 350 cc race ging Gregg Hansford (Kawasaki) vanaf de vijfde ronde aan de leiding en in de vijftiende ronde had hij al 11 seconden voorsprong. Toen viel hij uit door een kapotte oliekeerring en nam Franco Uncini (Yamaha) de leiding over, maar ook hij viel uit. Takazumi Katayama (Yamaha) kwam zo op kop te zitten en hij won de race. Patrick Fernandez werd tweede en Paolo Pileri werd derde.

### 350cc uitslag
| Pos                   | Coureur            | Merk            | Ronden | Tijd       | Grid | Punten |
| --------------------- | ------------------ | --------------- | ------ | ---------- | ---- | ------ |
| 1                     | Takazumi Katayama  | Yamaha          | 29     | 48:05.5    | 5    | 15     |
| 2                     | Patrick Fernandez  | Yamaha          | 29     | + 29.7     | 3    | 12     |
| 3                     | Paolo Pileri       | Morbidelli      | 29     | + 41.9     | 17   | 10     |
| 4                     | Kork Ballington    | Kawasaki        | 29     | + 43.4     | 7    | 8      |
| 5                     | Patrick Pons       | Yamaha          | 29     | + 50.2     | 4    | 6      |
| 6                     | Christian Sarron   | Yamaha          | 29     | + 58.4     | 11   | 5      |
| 7                     | Eric Saul          | Yamaha          | 29     | + 1:06.4   | 15   | 4      |
| 8                     | Gianfranco Bonera  | Yamaha          | 29     | + 1:14.7   | 9    | 3      |
| 9                     | Eduardo Alemán     | Yamaha          | 29     | + 1:28.0   | 20   | 2      |
| 10                    | Antonio Piccioni   | Yamaha          | 29     | + 1:33.1   | 10   | 1      |
| 11                    | Franco Solaroli    | Yamaha          | 28     | + 1 ronde  | 16   |        |
| 12                    | Barry Woodland     | Yamaha          | 28     | + 1 ronde  |      |        |
| 13                    | C. Cortes          | Harley-Davidson | 28     | + 1 ronde  |      |        |
| 14                    | Kent Rockwell      | Yamaha          | 27     | + 2 ronden |      |        |
|                       | Franco Uncini      | Yamaha          |        |            | 1    |        |
|                       | Gregg Hansford     | Kawasaki        |        |            | 2    |        |
|                       | Olivier Chevallier | Yamaha          |        |            | 6    |        |
|                       | Vinicio Salmi      | Yamaha          |        |            | 8    |        |
|                       | Jose Cecotto       | Yamaha          |        |            | 12   |        |
|                       | Tom Herron         | Yamaha          |        |            | 13   |        |
|                       | Mick Grant         | Kawasaki        |        |            | 14   |        |
|                       | Felice Agostini    | Yamaha          |        |            | 18   |        |
|                       | "Dallefusine"      | Yamaha          |        |            | 19   |        |
| 30 starters in totaal |                    |                 |        |            |      |        |

## 250cc
Kenny Roberts won de openingsrace in Venezuela met grote overmacht. Het werd zijn eerste overwinning in het wereldkampioenschap, nadat hij in de 500 cc klasse was uitgevallen. De tweede plaats ging naar de jonge Venezolaan Carlos Lavado (Yamaha), die ook al de tweede trainingstijd had gereden en een foutloze wedstrijd reed. Patrick Fernandez (Yamaha) eindigde als derde. 

### 250cc uitslag
| Pos                   | Coureur            | Merk       | Ronden | Tijd       | Grid | Punten |
| --------------------- | ------------------ | ---------- | ------ | ---------- | ---- | ------ |
| 1                     | Kenny Roberts      | Yamaha     | 28     | 47:15.6    | 2    | 15     |
| 2                     | Carlos Lavado      | Yamaha     | 28     | + 14.8     | 3    | 12     |
| 3                     | Patrick Fernandez  | Yamaha     | 28     | + 37.3     | 5    | 10     |
| 4                     | Olivier Chevallier | Yamaha     | 28     | + 43.1     | 8    | 8      |
| 5                     | Kork Ballington    | Kawasaki   | 28     | + 43.1     | 6    | 6      |
| 6                     | Mario Lega         | Morbidelli | 28     | + 54.9     | 9    | 5      |
| 7                     | Toni Mang          | Kawasaki   | 28     | + 1:04.2   | 11   | 4      |
| 8                     | Ted Henter         | Yamaha     | 28     | + 1:35.5   | 12   | 3      |
| 9                     | Eduardo Alemán     | Yamaha     | 27     | + 1 ronde  | 15   | 2      |
| 10                    | Vic Soussan        | Yamaha     | 27     | + 1 ronde  | 17   | 1      |
| 11                    | Tom Herron         | Yamaha     | 27     | + 1 ronde  | 19   |        |
| 12                    | Edoardo Elias      | Yamaha     | 27     | + 1 ronde  | 20   |        |
| 13                    | Ángel Nieto        | Yamaha     | 27     | + 1 ronde  |      |        |
| 14                    | Fernando González  | Yamaha     | 27     | + 1 ronde  | 18   |        |
| 15                    | Vinicio Salmi      | Yamaha     | 27     | + 1 ronde  |      |        |
| 16                    | Kent Rockwell      | Yamaha     | 26     | + 2 ronden | 13   |        |
| 17                    | Carlos Morante     | Yamaha     | 26     | + 2 ronden |      |        |
| 18                    | Patrick Betancourt | Yamaha     | 26     | + 2 ronden |      |        |
| 19                    | Andres Pérez Rubio | Yamaha     | 26     | + 2 ronden |      |        |
| 20                    | "Prusso"           | Yamaha     | 26     | + 2 ronden |      |        |
| 21                    | M. Martinez        | Yamaha     | 26     | + 2 ronden |      |        |
|                       | Franco Uncini      | Yamaha     |        |            | 1    |        |
|                       | Gregg Hansford     | Kawasaki   |        |            | 4    |        |
|                       | Paolo Pileri       | Morbidelli |        |            | 7    |        |
|                       | Mick Grant         | Kawasaki   |        |            | 10   |        |
|                       | Eric Saul          | Yamaha     |        |            | 14   |        |
|                       | Barry Woodland     | Yamaha     |        |            | 16   |        |
| 26 starters in totaal |                    |            |        |            |      |        |

## 125cc
De nieuwe 125 cc Minarelli van Pier Paolo Bianchi was al in Venezuela niet te verslaan. Ángel Nieto, die met zijn Bultaco op de tweede plaats lag toen hij uitviel, verklaarde al na deze eerste race dat het seizoen voor Bultaco verloren was. Eugenio Lazzarini (MBA) werd in Venezuela tweede, de Venezolaan Víctor León-Pacheco (Morbidelli) werd derde.

### 125cc uitslag
| Pos                   | Coureur             | Merk       | Ronden | Tijd       | Grid | Punten |
| --------------------- | ------------------- | ---------- | ------ | ---------- | ---- | ------ |
| 1                     | Pier Paolo Bianchi  | Minarelli  | 26     | 46:05.5    | 1    | 15     |
| 2                     | Eugenio Lazzarini   | MBA        | 26     | + 54.0     | 3    | 12     |
| 3                     | Victor León-Pacheco | Morbidelli | 26     | + 1:20.6   | 7    | 10     |
| 4                     | Alejandro Alemán    | Yamaha     | 26     | + 1:21.8   | 11   | 8      |
| 5                     | Riccardo Russo      | Morbidelli | 24     | + 2 ronden | 14   | 6      |
| 6                     | Claudio Granata     | Morbidelli | 24     | + 2 ronden | 15   | 5      |
| 7                     | Luigi Schiavione    | Morbidelli | 21     | + 5 ronden | 16   | 4      |
|                       | Ángel Nieto         | Bultaco    |        |            | 2    |        |
|                       | Iván Palazzese      | Morbidelli |        |            | 4    |        |
|                       | Maurizio Massimiani | Morbidelli |        |            | 5    |        |
|                       | Claudio Lusuardi    | Morbidelli |        |            | 6    |        |
|                       | Iván Troisi         | Morbidelli |        |            | 8    |        |
|                       | Thierry Espié       | Motobécane |        |            | 9    |        |
|                       | Guido Mancini       | Morbidelli |        |            | 10   |        |
|                       | Germano Zanetti     | Morbidelli |        |            | 12   |        |
|                       | R. Olavarria        | Morbidelli |        |            | 13   |        |
|                       | Felice Agostini     | Morbidelli |        |            | 17   |        |
|                       | Limberg Moreira     | Yamaha     |        |            | 18   |        |
|                       | Keith Gonyou        | Yamaha     |        |            | 19   |        |
|                       | "Bernard"           | Yamaha     |        |            | 20   |        |
| 23 starters in totaal |                     |            |        |            |      |        |

1977 · 1978 · 1979